# 한다촌 (오이타현 오이타군)
한다촌(判田村)은 오이타현 오이타군에 설치되었던 촌이다. 현재의 오이타시에 해당한다.